# هانستیل
هانستیل (انگلیسی: Hansteel) شرکت دولتی فولاد چینی است، که در سال ۱۹۵۸ تأسیس شد.